# Улица Мейстару
Улица Ме́йстару (латыш. Meistaru iela — Мастеровая) — улица в Риге, в историческом районе Старый город. Проходит от перекрёстка улиц Вальню и Смилшу до улицы Калькю, продолжаясь далее как улица Калею. Длина улицы — 244 метра.

## История
Возникла в XVI веке за крепостными стенами после насыпки валов. Проходила по правому берегу реки Риги (Ридзене), вместе с нынешней улицей Калею указывает былое направление реки.
В XVI веке называлась Малая Кузнечная (Маза Калею), поскольку здесь компактно проживали преимущественно кузнецы. В 1938 году была переименована в улицу Мейстару, в период 1942—1944 годов прежнее название было возвращено. С 1944 года улица снова называется Мейстару.

## Достопримечательности
- д. 5 — (жилой дом, 1787) —  памятник архитектуры республиканского значения
- Малая гильдия (угол с улицей Амату)
- Большая гильдия (угол с улицей Амату)
- д. 10 — Дом с чёрными котами (1909, архитектор Ф. Шеффель)[2][3].